# Issy-les-Moulineaux Badminton Club
« IMBC92 » redirige ici. Pour les autres significations, voir IMBC92 (homonymie).
Issy-les-Moulineaux Badminton Club, plus communément abrégé IMBC (ou IMBC92) est un club de badminton français.

L'IMBC92 détient beaucoup de record, que ce soit en nombre d'adhérents : environ 600 membres, que ce soit en palmarès, : 13 titres de champion de France interclubs, 3 titres de champion d'Europe interclubs, ou que ce soit en nombre de champions pensionnaires : Rosita Rios, Bertrand Gallet, Sandra Dimbour, Tatiana Vattier, Jean-Claude Bertrand, Sébastien Vincent, Elisa Chanteur, Perrine Le Buhanic, Audrey Fontaine, Gaetan Mittelheisser, Lucas Corvée ….

## Historique

### Naissance d'un club
Le club de badminton de la ville d'Issy-les-Moulineaux, créé en 1987, est né de l'ancienne section de badminton du club omnisports Avia Club (créée en 1951). En 1982 arrive du Racing Club Paris l’entraîneur des jeunes de l’équipe de France, Chan Pen, qui accompagne plusieurs jeunes (Rosita Rios, Tatiana Vattier, Sandra Dimbour, Bertrand Gallet) vers les championnats de France individuels. Le club accède à la Nationale 1 en 1984 et gagne plusieurs titres de champion de France interclubs dont son 1er en 1990. Cette première partie voit son apogée avec la place de 3e en coupe d’Europe des clubs champions en 1997.

### Organisation de la coupe d'Europe des clubs à Issy les Moulineaux
Le comité directeur du club décide d'organiser la coupe d'Europe à Issy les Moulineaux en 2005. La ville suit le club dans ce projet et lui met à disposition son palais des sports. IMBC92, vice-champion de France derrière Aix en Provence, pourra participer à ce championnat en tant que club organisateur, mais ne sort pas des poules.

### Triple Champion d'Europe des clubs
À la fin de 2005, le gallois Richard Vaughan (deux fois médaillés aux championnats d'Europe individuels) signe pour l'IMBC, et en 2006, Anthony Clark (double vice-champion du monde) complète l'équipe existante. IMBC92 remporte son 9e titre de champion de France interclubs. 
Elle partira ensuite à Séville (Espagne) pour représenter la France à la Coupe d'Europe des clubs. Elle finira seconde, mais Badminton Europe déclassera le club espagnol pour irrégularité dans la sélection. IMBC92 deviendra le 1er club français à devenir champion d'Europe des clubs.

En 2016 à Tours et en 2017 à Milan, IMBC92 remportera encore ce prestigieux championnat, 2 fois devant BC Chambly Oise.

### Autres médailles européennes
Hormis sa première médaille européenne en 1997 (demi-finale) et son 1er titre européen en 2006, l'équipe décrochera l'argent en 2009 à Sofia (Bulgarie), et le bronze en 2009 à Ramenskoe (Russie) et 2011 à Pecs (Hongrie).

### 1erclubfrançais
En 2012, à Rochefort, le club décroche son 13e titre de champion de France interclub, devenant le club le plus titré de l'hexagone. En 2017, le club remporte son 3e titre Européen.
Ces 2 palmarès records font de IMBC92 le 1er club français.
Après un palmarès aussi rempli, à l'issue de la saison 2017/2018, le club décide d'arrêter la division Top12

## Palmarès

### Coupe d'Europe / Championnat d'Europe - des clubs
Le détail de certains championnats sont archivés sur Tournamentsoftware.com,
| Saison    | Lieu                        | Classement du club                                       |
| 2016/2017 | Milan, Italie               | Champion d'Europe, face à Chambly (3/1)                  |
| 2015/2016 | Tours, France               | Champion d'Europe, face à Chambly (3/2)                  |
| 2011/2012 | Pecs, Hongrie               | demi-finale, face à Skælskør-Slagelse, Danemark          |
| 2009/2010 | Zwolle, Pays-Bas            | demi-finale, face à Ramenskoe, Russie                    |
| 2008/2009 | Sofia, Bulgarie             | finale, vice-champion d'Europe, face à Ramenskoe, Russie |
| 2006/2007 | Amersfoort, Pays-Bas        | quart de finale, face à La Rinconada, Espagne            |
| 2005/2006 | Séville, Espagne            | Champion d'Europe, face à La Rinconada, Espagne          |
| 2004/2005 | Issy les Moulineaux, France | poule (IMBC est participant à titre d'organisateur)      |
| 2003/2004 | -                           | non inscrit par FFBA                                     |
| 2002/2003 | Uppsala, Suède              | poule                                                    |
| 1996/1997 | Lisburn, Irlande du Nord    | demi-finale, face à Moscou, Russie                       |
| 1995/1996 | Haarlem, Pays-Bas           | poule                                                    |
| 1994/1995 | Kristiansand, Norvège       | poule                                                    |
| 1993/1994 | Most, République tchèque    | poule                                                    |
| 1990/1991 | Egedem, Belgique            | poule                                                    |
| 1989/1990 | Budapest, Hongrie           | poule                                                    |

### Championnat de France interclubs
| Saison    | Lieu          | Classement du club | club finaliste       |
| 2011/2012 | Rochefort     | Champion de France | BC Chambly Oise      |
| 2009/2010 | Strasbourg    | Champion de France | USB Bordeaux         |
| 2008/2009 | Elancourt     | Champion de France | ASPTT Strasbourg     |
| 2006/2007 | Cholet        | Champion de France | RCF Paris            |
| 2005/2006 | Bordeaux      | Champion de France | RCF Paris            |
| 2003/2004 | Nancy-Laxou   | Champion de France | RCF Paris            |
| 2002/2003 | Castelnaudary | Champion de France | AUCB Aix en Provence |
| 1996/1997 | clt issu chpt | Champion de France | RCF Paris            |
| 1995/1996 | clt issu chpt | Champion de France | RCF Paris            |
| 1994/1995 | clt issu chpt | Champion de France | LUC Lille            |
| 1993/1994 | Le Havre      | Champion de France | HBC Le Havre         |
| 1990/1991 | Nogent /Marne | Champion de France | RCF Paris            |
| 1989/1990 | Moulins       | Champion de France | LUC Lille            |